# Avi Lerner
Avinoam Lerner (hebrejsky אבי לרנר‎; * 13. října 1947 Haifa, Izrael) je izraelsko-americký filmový producent, především amerických akčních filmů. Lerner je zakladatelem a výkonným ředitelem společnosti Millennium Media.

## Život a kariéra
Avi Lerner se narodil 13. října 1947 v Haifě v Britském mandátu Palestina (dnes Izrael) do židovské rodiny. V roce 1966 vstoupil do Izraelských obranných sil a sloužil v šestidenní válce a ve výsadkářské brigádě. V rozhovoru pro Pnaj Plus řekl, že se zúčastnil bitvy o město Rafah ještě předtím, než pronikl k Suezskému průplavu. V roce 1973 sloužil v jomkipurské válce jako rezervista.
Původně pracoval v kinech v Tel Avivu, ovšem později se přestěhoval do Jihoafrické republiky, kde natočil několik filmů, a také vlastnil síť kin, než se počátkem 90. let přestěhoval do Los Angeles. V roce 1991 byl prezidentem nezávislé produkční/distribuční společnosti Global Pictures.
Založil spolu s Trevorem Shortem, Dannym Dimbortem a Dannym Lernerem produkční společnost Millennium Media. Produkce společnosti je různorodá, ale většinu však tvoří akční filmy. Většina filmů, které natočil, se natáčí v Bulharsku, kde vlastní společnost Nu Boyana Film Studios.
Společnost Millennium Media, dříve Nu Image, koupilo v roce 2007 nezávislé filmové studio First Look Studios, které ho restrukturalizovala za účelem distribuce svých filmů. V roce 2007 získal práva na sérii Rambo a v roce 2008 ji restartoval filmem Rambo: Do pekla a zpět.
Až do svého debutu s filmem Expendables: Postradatelní (2010), měl pověst producenta béčkových filmů. Lerner také zmínil, že je Izrael jedinou zemí, kde je jeho práce kritizována, a vyhýbá se poskytování rozhovorů s izraelskými novináři.
Svůj přístup k filmovému popisuje čistě jako obchodní: na rozdíl od velkých hollywoodských filmových studií, která investují mnohem větší částky na pokrytí výrobních nákladu, ale také čas od času prodělávají, Lernerův tým pečlivě vypočítává potenciální příjmy daného filmu a podle toho přizpůsobuje výrobní náklady.

### Obvinění ze sexuálního obtěžování
V roce 2017 byl zažalován bývalou zaměstnankyní za sexuální obtěžování a diskriminaci na základě pohlaví. Lerner prohlásil, že jsou všechna obvinění „lži“. V roce 2018 obvinil hollywoodský herec Terry Crews Lernera z telefonátu manažerovi Crewse, v němž mu údajně Lerner vyhrožoval, že vnese do kariéry Terryho Crewse potíže, pokud neupustí od žaloby na hollywoodskou talentovou agenturu Endeavor.

### Akční hvězdy
Ve většině Lernerových filmů hrály hvězdy, které byly na vrcholu své slávy v 80.–90. letech: Jean-Claude Van Damme, Steven Seagal, Wesley Snipes a Dolph Lundgren. Produkoval filmy Rambo: Do pekla a zpět se Sylvesterem Stallonem v hlavní roli a Oprávněná vraždy s Robertem De Nirem a Al Pacinem. Produkoval film Expendables: Postradatelní, který režíroval Stallone.
Lerner se podílel také na dalších filmech: Konec hry, v hlavní rolích Cuba Gooding mladší a James Woods; Mimo zákon, v hlavní rolích Morgan Freeman, Kevin Spacey a Justin Timberlake, 16 bloků, Černá Dahlia, Rituál a Špatnej polda od Wernera Herzoga s Nicolasem Cagem v hlavní roli. Je také uveden jako producent thrilleru Teror.

## Filmografie
- The Last Winter (1984) – vedoucí producent
- Allan Quatermain a Ztracené Město Zlata – (1986) vedoucí producent
- Americký ninja 2 (1987) – vedoucí producent
- Gor (1987) – producent
- Going Bananas (1987) – vedoucí producent
- Mimozemšťani z L.A. (1988) – vedoucí producent
- Cesta do středu Země (1989) – vedoucí producent
- Černá Dahlia (2006) – producent
- Rambo: Do pekla a zpět (2008) – producent
- Zombies: Den-D přichází (2008) – vedoucí producent
- Neporazitelný 3: Vykoupení (2010) – vedoucí producent
- Expendables: Postradatelní (2010) – producent
- Trust (2010) – vedoucí producent
- Past (2010) – vedoucí producent
- Mechanik (2011) – vedoucí producent
- Uzavřený případ (2011) – vedoucí producent
- Drive Angry (2011) – vedoucí producent
- Bílý Elephant (2011) – vedoucí producent
- Barbar Conan (2011) – producent
- Teror (2011) – vedoucí producent
- Reportér (2012) – producent
- Expendables: Postradatelní 2 (2012) – producent
- The Iceman (2012) – producent
- Unesená (2012) – vedoucí producent
- Chlap na roztrhání (2012) – vedoucí producent
- Texaský masakr motorovou pilou 3D (2013) – vedoucí producent
- Straight A's (2013) – vedoucí producent
- Lovelace (2013) – vedoucí producent
- Pavouci 3D (2013) – vedoucí producent
- Pád Bílého domu (2013) – vedoucí producent
- Velká svatba (2013) – vedoucí producent
- As I Lay Dying (2013) – vedoucí producent
- Sezóna zabíjení (2013) – vedoucí producent
- Ninja 2: Pomsta (2013) – vedoucí producent
- Nevyřízený účet (2013) – producent
- Herkules: Zrození legendy (2014) – vedoucí producent
- E.A. Poe: Podivný experiment (2014) – vedoucí producent
- Expendables: Postradatelní 3 (2014) – producent
- Krvavé peníze (2014) – producent
- Pokoření (2014) – vedoucí producent
- Dřív než půjdu spát (2014) – producent
- Pád Londýna (2016) – vedoucí producent
- Criminal: V hlavě zločince (2016) – producent
- Neporazitelný: Návrat krále (2017) – vedoucí producent
- Zabiják a bodyguard (2017) – producent
- Rambo: Poslední krev (2019) – vedoucí producent
- 211 (bude oznámeno) – producent[6]